# Сулехув
Сулехув (Сулєхув, пол. Sulechów, нім. Züllichau — Цюлліхау) — місто в західній Польщі.
Належить до Зельоногурського повіту Любуського воєводства.

## Історія
Місто відоме з XII століття, тоді воно належало герцогству Глогау. З XV століття — у складі Бранденбургу, а згодом Пруссії. У 1723 році у місті були побудовані військові казарми прусської армії. 23 липня 1759 року неподалік міста відбулася битва при Пальцигу, в ході якої російська армія генерала Салтикова розбила прусський корпус генерала Веделя. У 1945 році місто увійшло до складу Польщі. Із 1946 року — центр однойменної гміни. 

## Демографія
Демографічна структура станом на 31 березня 2011 року:
|          | Загалом | Допрацездатний вік | Працездатний вік | Постпрацездатний вік |
| -------- | ------- | ------------------ | ---------------- | -------------------- |
| Чоловіки | 8590    | 1612               | 6261             | 717                  |
| Жінки    | 9162    | 1464               | 5802             | 1896                 |
| Разом    | 17752   | 3076               | 12063            | 2613                 |

## Люди

### Народилися
- Лукаш Жиґадло — польський волейболіст.
- Тимотеуш Пухач — польський футболіст.
- Томаш Кендзьора — польський футболіст.